# Kurverein von Rhense

Erzbischof Heinrich III. von Mainz bestätigt die Gründung des Kurvereins („an der kure des riches“) zu Rhens. Urkunde ohne Siegel, 16. Juli 1338, Rhens. Landesarchivverwaltung Rheinland-Pfalz, Landeshauptarchiv Koblenz (Best. 1 A, Nr. 4957).

Als Kurverein von Rhense oder Kurverein von Rhens wird das Treffen (Kurfürstentag) von sechs der sieben Kurfürsten bezeichnet, das am 16. Juli 1338 in Rhens stattfand und eine Vereinbarung mit einschloss. Außer Johann, dem König von Böhmen, waren alle Kurfürsten anwesend: Balduin für Kurtrier, Heinrich III. von Virneburg für Kurmainz, Walram von Jülich für Kurköln, Rudolf II. und Ruprecht I. für die Pfalzgrafschaft bei Rhein sowie Ludwig, der Markgraf von Brandenburg, und Rudolf I., der Herzog von Sachsen-Wittenberg.
Hintergrund des Treffens war der nicht gelöste Konflikt zwischen Kaiser Ludwig IV. und Papst Benedikt XII. Die Position des Papstes, der letztlich auf seiner Position beharrte und dem Kaiser die Anerkennung verweigerte, führte zu einer antikurialen Stimmung im Reich und zum Protest der Kurfürsten, die darauf bestanden, dass nur ihre Wahl (mit den Stimmen der Mehrheit) maßgeblich war und diese keiner weiteren päpstlichen Bestätigung bedurfte. Die Kurfürsten hatten sich zunächst in Oberlahnstein getroffen, die Zusammenkunft aber kurz darauf nach Rhens verlegt.
Dort schlossen sie am 16. Juli 1338 ein unbefristetes Bündnis, das ihre Position noch einmal bekräftigte: Nur die Kurfürsten wählen den römischen König, den zukünftigen Kaiser. Sie verwahrten sich damit gegen jede päpstliche Einmischung (siehe päpstliche Approbation) in die von ihnen deklarierten Befugnisse und forderten zur Verteidigung der Rechte des Reiches auch die anderen Reichsglieder auf, sich der Erklärung anzuschließen, die maßgeblich von Balduin von Trier vorangetrieben worden war. Die Erklärung war jedoch prinzipieller Natur und nicht auf den Konflikt zwischen Ludwig und der Kurie gemünzt – auf die Person des Kaisers wurde nicht Bezug genommen, was Ludwig jedoch später selbst tun sollte (siehe Licet iuris).
Für die „Reichsverfassung“ war der Kurverein von großer Bedeutung, da dort auch das Mehrheitsprinzip festgelegt wurde und sich das Kurfürstenkollegium als solches fest etablierte. Denn die Kurfürsten hatten sich erstmals nicht zur Wahl eines Königs, sondern zur Beschäftigung mit Problemen zusammengefunden, die sich während der Herrschaft eines amtierenden Königs ergeben hatten. Außerdem postulierten die Kurfürsten, dass sie, und nicht etwa der König, die Rechte des Reiches vertraten. Im Streit mit dem Papst nützte die Erklärung des Kurvereins Ludwig jedoch wenig – vielmehr wurde damit auch die Abhängigkeit des Kaisers vom Kollegium deutlich.
An den Kurverein von Rhense erinnert der Königsstuhl von Rhens, ein Bauwerk aus dem Jahr 1842.
Siehe auch: Goldene Bulle Karls IV.